# Nóvita (ort)
Nóvita är en ort i Colombia.   Den ligger i departementet Chocó, i den västra delen av landet, 280 km väster om huvudstaden Bogotá. Nóvita ligger 51 meter över havet och antalet invånare är 1 898.
Terrängen runt Nóvita är platt åt nordväst, men åt sydost är den kuperad. Runt Nóvita är det glesbefolkat, med 10 invånare per kvadratkilometer. Närmaste större samhälle är Condoto, 16,1 km norr om Nóvita. I omgivningarna runt Nóvita växer i huvudsak städsegrön lövskog.